# Brachymeria truncatella
Brachymeria truncatella is een vliesvleugelig insect uit de familie bronswespen (Chalcididae). De wetenschappelijke naam is voor het eerst geldig gepubliceerd in 1967 door Burks.